# Eutaenia trifasciella
Eutaenia trifasciella là một loài bọ cánh cứng trong họ Cerambycidae.